# مزان
مزان یک روستا در ایران است که در شهرستان کوهرنگ استان چهارمحال و بختیاری واقع شده‌است.
این روستا غربی ترین نقطه استان چهارمحال و بختیاری از لحاظ مختصات جغرافیایی است.

## جمعیت
این روستا در دهستان بازفت قرار دارد و براساس سرشماری مرکز آمار ایران در سال ۱۳۸۵، جمعیت آن ۳۲ نفر (۴ خانوار) بوده‌است.